# FACT (清木場俊介のアルバム)
『FACT』（ファクト）は、清木場俊介の通算9枚目となるオリジナル・アルバム。2015年9月16日にSPEEDSTAR RECORDSより発売。

## 概要
前作「MY SOUNDS」以来、1年振りとなるリリース。
「初回限定盤(CD+DVD)」「通常盤(CD)」の2形態でのリリース。CDには既発シングルである「蜉蝣 〜カゲロウ」「軌跡」や配信限定の「Shining」を含む13曲が収録されている。初回限定盤の付属のDVDにはMVが収録されている。
本作発売3ヶ月後の10月24日から12月20日にかけて「清木場俊介 ROCK&SOUL 2015 "FACT"」（計12公演）が開催された。

## 収録曲
| 全作詞: 清木場俊介。 |                      |            |                     |      |
| #                    | タイトル             | 作詞       | 作曲                | 時間 |
| 1.                   | 「蜉蝣 〜カゲロウ」  | 清木場俊介 | 川根来音            | 4:24 |
| 2.                   | 「Pride」            | 清木場俊介 | 川根来音            | 3:21 |
| 3.                   | 「Sunrise」          | 清木場俊介 | 清木場俊介 川根来音 | 5:06 |
| 4.                   | 「Shining」          | 清木場俊介 | 川根来音            | 3:49 |
| 5.                   | 「君の幸せ」         | 清木場俊介 | 川根来音            | 4:11 |
| 6.                   | 「空に月と貴方と私」 | 清木場俊介 | 清木場俊介          | 4:08 |
| 7.                   | 「Memory」           | 清木場俊介 | 清木場俊介          | 5:51 |
| 8.                   | 「MY LIFE」          | 清木場俊介 | 清木場俊介          | 4:30 |
| 9.                   | 「夜を塗り潰して」   | 清木場俊介 | 川根来音            | 3:14 |
| 10.                  | 「Truth」            | 清木場俊介 | 川根来音            | 3:18 |
| 11.                  | 「Cry」              | 清木場俊介 | 清木場俊介 川根来音 | 4:55 |
| 12.                  | 「人生」             | 清木場俊介 | 川根来音            | 5:19 |
| 13.                  | 「軌跡」             | 清木場俊介 | 亀田誠治            | 5:11 |
| 合計時間:            | 合計時間:            | 合計時間:  | 57:17               |      |

## 楽曲解説
1. 蜉蝣～カゲロウ
20thシングル。
2. Pride
3. Sunrise
19thシングル「軌跡」収録楽曲。
4. Shining
ストレートなメッセージが込められたミディアムテンポなロックナンバー。
前作「MY SOUNDS」でいち早く披露された楽曲。
5. 君の幸せ
バラードソング。
6. 空に月と貴方と私
バラードソング。
7. Memory
8. MY LIFE
9. 夜を塗り潰して
10. Truth
11. Cry
12. 人生
「未来の自分に対して歌っいる楽曲。
清木場は「40代50代になった時、それも“真実”になるように育てていきたいな」と語っている。
13. 軌跡
亀田誠治と清木場によるコラボレーション楽曲。

## 参考資料
- music.fanplus.co.jp/special/2015090633253b354
- natalie.mu/music/pp/kiyokiba
- www.oricon.co.jp/prof/298408/products/1142902/1/